# مذلون مهانون
مذلون مهانون رواية للكاتب الروسي فيودور دوستويفسكي (1821-1881) نشرت لأول مرة عام 1861.

## الرواية
تعالج الرواية قضايا اجتماعية وإنسانية بعمق نفسي وأسلوب مؤثر. تدور أحداثها حول شاب يدعى إيفان بتروفيتش، كاتب وروائي، يروي معاناة الشخصيات المحيطة به نتيجة للظلم الاجتماعي والعلاقات المعقدة. تركز الرواية على مأساة نتاشا، الفتاة التي تفر من عائلتها لتتبع أميرًا شابًا يدعى أليكسي، لكنه يخيب أملها لاحقًا بسبب أنانيته وخضوعه لوالده القاسي، الأمير فالكوفسكي، الذي يمثل صورة نموذجية للانتهازية والفساد الأخلاقي.
الرواية تتناول أيضًا قصة الطفلة نيللي، التي تعيش حياة مليئة بالبؤس والتهميش، لكنها ترمز للنقاء والبراءة في عالم قاسٍ وغير عادل. من خلال هذه الشخصيات، يعكس دوستويفسكي صراعات الطبقات الاجتماعية، وقسوة الحياة، ومظاهر الخيانة والتضحية، في إطار درامي مليء بالعواطف والصراعات الأخلاقية. العمل يعكس رؤية الكاتب الفلسفية عن الإنسانية، مشيرًا إلى ضرورة التسامح والمحبة كسبيل للخلاص في عالم مليء بالذل والمعاناة.
يروي الرواية كاتب شاب يُدعى فانيا (إيفان بتروفيتش)، الذي أصدر للتو روايته الأولى (والتي تحمل شبهًا واضحًا مع رواية دوستويفسكي الأولى "الفقراء"). تتألف الرواية من خطين سرديين يتقاطعان تدريجيًا. الخط الأول يتناول قصة صديقة فانيا المقربة وحبه السابق، ناتاشا، التي تركت عائلتها لتعيش مع حبيبها الجديد، أليوشا. أليوشا شاب طيب القلب لكنه بسيط التفكير، وهو ابن الأمير فالكوفسكي، الذي يسعى لتحقيق مكاسب مالية من خلال تزويج أليوشا من وريثة ثرية تُدعى كاتيا. تُظهر المؤامرات القاسية التي يدبرها فالكوفسكي لتفريق أليوشا وناتاشا أنه واحد من أكثر الشخصيات "المفترسة" التي خلقها دوستويفسكي.
أما الخط السردي الآخر، فيركز على فتاة يتيمة تبلغ من العمر ثلاثة عشر عامًا تُدعى نيلي، ينقذها فانيا من منزل مليء بالإساءات ويأخذها للعيش معه في شقته. تُشابه قصة والدتها المتوفاة في بعض الجوانب قصة ناتاشا. من النادر أن يظهر في أعمال دوستويفسكي شخصية متطورة بهذا العمر الصغير، لكن نيلي تُعد واحدة من أكثر شخصياته تأثيرًا عاطفيًا. وتُظهر شخصية نيلي تحديدًا تأثير تشارلز ديكنز على دوستويفسكي، إذ يُعرف أنه قرأ أعمال ديكنز خلال منفاه في سيبيريا، وهذه الرواية وُلدت فكرتها قرب نهاية ذلك المنفى.
غادر ناتاشا منزل والديها وتهرب مع أليوشا (الأمير أليكسي)، ابن الأمير فالكوفسكي. نتيجة للألم الذي سببه لها هذا القرار، يلعن والدها، نيكولاي، ابنته. الصديق الوحيد الذي يبقى بجانب ناتاشا هو إيفان، صديق طفولتها الذي يحبها بعمق، على الرغم من أنها رفضته بعد أن كانا مخطوبين. يحاول الأمير فالكوفسكي تدمير خطط أليوشا للزواج من ناتاشا، ويهدف إلى تزويجه من الأميرة الغنية كاتيرينا. أليوشا شاب بسيط لكنه محبوب، ويسهل التلاعب به من قبل والده. وبحسب خطة والده، يقع أليوشا في حب كاتيرينا، لكنه يظل أيضًا يحب ناتاشا، مما يجعله ممزقًا بين هاتين المرأتين، غير قادر على اتخاذ قرار بسبب تردده وحبه لكليهما. في النهاية، تضحي ناتاشا بمشاعرها وتنسحب لتسمح لأليوشا باختيار كاتيرينا.
في هذه الأثناء، ينقذ إيفان فتاة يتيمة تدعى إيلينا (المعروفة باسم نيلي) من براثن مستغلة، ويكتشف أن والدتها هربت من منزل والدها (جيريمي سميث) مع عشيقها، الذي تخلى عنها بعد ولادة نيلي. يتضح لاحقًا أن الأمير فالكوفسكي هو والد نيلي. كان والداها متزوجين قانونيًا، لكن الأمير فالكوفسكي أقنع زوجته الشابة البريئة بسرقة والدها، جيريمي. بعد انتقالهم إلى بطرسبورغ، تطلب والدة نيلي المغفرة من والدها، لكنه يرفضهما. قبل وفاتها، تجعل والدة نيلي ابنتها تعد بعدم الذهاب إلى والدها الحقيقي، الذي تركت اسمه في وثيقة معها.
في محاولة لجعل نيكولاي (والد ناتاشا) يصالحها، يقنع إيفان نيكولاي وزوجته بتبني نيلي. من خلال سردها لقصة حياتها، تتمكن نيلي من تليين قلب نيكولاي، فيسامح ناتاشا ويرفع اللعنة عنها، وتجتمع العائلة مرة أخرى. تخطط عائلة ناتاشا للانتقال من بطرسبورغ، ولكن قبل مغادرتهم تموت نيلي بسبب مرض مزمن في القلب. تخبر الفتاة الصغيرة إيفان بوضوح أنها لا تسامح والدها على معاملته القاسية لوالدتها، كما تخبره بأنه يجب أن يتزوج ناتاشا. تنتهي القصة بنبرة غامضة، حيث يتأمل كل من ناتاشا وإيفان في الأحداث التي جرت.

## شخصيات مذلون مهانون
- إيفان بتروفيتش - «فانيا» (الشخصية الرئيسية، راوي القصة، يتيم تربى في منزل نيكولاي أخمنيف).
- نيكولاي سرجتش أخمنيف - (مالك قرية أخمنيفكا، ومدير أملاك الأمير بطرس ألكندروفتش فالكوفسكي).
- آنا آندريفنا خوميلوف - (زوجة نيكولاي سرجتش أخمنيف).
- ناتاشا نيكولايفنا - (ابنة نيكولاي أخمنيف وآنا أندريفنا الوحيدة).
- الأمير بطرس فالكوفسكي (صاحب قرية فاسيلفسكوني).
- الأمير أليكسي «أليوشا» - (نجل الأمير فالكوفسكي الوحيد).
- جرمي سميث - (عجوز روسي يترك رسالة غامضة لإيفان بتروفيتش قبل موته بلحضات).
- ايلينا (نيلي) - (حفيدة السيد جرمي سميث).
- مافرا - (خادمة في منزل أليوشا وناتاشا)
- الكونتسة كاترينا فيدروفنا - (زوجة الأمير أليكسي في المستقبل).
- الكونتسة زينائيد فيدوروفنا - (أم الكونتيسة كاترين بالقانون).
- آنا تريفونوفنا «مدام بوبنوفا» - (سيدة تولت إيلينا بعد وفاة أمها).
- فيليب فيليتش «ماسلوبويف» - (صديق إيفان بتروفيتش أيام الدراسة).
- سيزوبريوخوف - (فتى ورث عن أبيه ثورة طائلة).
- أرشيبوف - (تاجر خمور)
- ألكسندارا سيمينوفنا - (فتاة تساكن فيليب فيليتش).

## فيلم
في عام 1922، أُنتج فيلم صامت ألماني من إخراج فريدريك زيلنيك استنادًا إلى الرواية.
ظهر كل من فيرا سيلينتي وإنريكو ماريا ساليرنو في نسخة تلفزيونية إيطالية عام 1958.
تم اقتباس الرواية في عام 1991 للسينما من قبل المخرج السوفيتي أندريه أندريفيتش إيشباي، حيث لعبت ناستازيا كينسكي دور ناتاشا.
الفيلم الصيني "المهانون والمجروحون" (豪門孽債)، الذي صدر عام 1950، كان مستندًا إلى القصة ولكنه دارت أحداثه في شنغهاي بعد الحرب العالمية الثانية. أخرجه لاو كينغ، الذي لعب أيضًا دور الكاتب الشاب "سين مو" في الفيلم.
أما الفيلم الياباني "اللحية الحمراء" (1965)، فقد استند بشكل رئيسي إلى مجموعة قصص قصيرة لشوغورو ياماموتو بعنوان Akahige Shinryōtan (1959)، لكنه استعار أيضًا حبكة فرعية من رواية "مذلون مهانون".